# Nikolaj Konstantinovitj av Ryssland
Nikolaj Konstantinovitj av Ryssland, född 1850, död 1918, var en rysk storfurste. Han var son till Konstantin Nikolajevitj av Ryssland och sonson till tsar Nikolaj I av Ryssland.
År 1874 stal han en del av tsarfamiljens juveler för att ge dem i gåva till en amerikansk kvinna han då hade ett förhållande med. Han ertappades men vägrade erkänna eller ångra sig. För att undvika skandalen att döma en medlem av tsarfamiljen för stöld förklarades han psykiskt sjuk och förvisades till Tasjkent, där han levde i exil. Han avled i lunginflammation. 